# Zhan Shuping
Zhan Shuping (展淑萍S, Zhǎn ShūpíngP; Dalian, 24 aprile 1964) è un'ex cestista cinese.

## Carriera
Con la Cina ha disputato due edizioni dei Giochi olimpici (Seul 1988, Barcellona 1992).